# Колесников, Михаил Сергеевич
Михаил Сергеевич Колесников (14 октября 1918, Саратов — 16 декабря 2012) — советский военный деятель и писатель.

## Биография
Родился 14 октября 1918 года в Саратове, в семье рабочего. Детство провёл в Заволжье.
С 1936 года по 1962 — на военной службе: красноармеец, политработник, участник Великой Отечественной войны, участник советско-японской войны, на руководящие должности политической работы в Советской Армии. С 1942 года — член КПСС. В 1952 году окончил Военно-политическую академию.
С 1962 года — на писательской работе.
Жил в Москве. Умер 16 декабря 2012 года. Похоронен на Перепечинском кладбище.